# Polska na Letnich Igrzyskach Olimpijskich 1980
| Występy Polaków na Letnich Igrzyskach Olimpijskich 1980 |     |       |        |      |      |      |      |      |      |        |
| Sportowcy                                               | Lp. | złoto | srebro | brąz | 4 m. | 5 m. | 6 m. | 7 m. | 8 m. | Punkty |
| 306                                                     | 10. | 3     | 14     | 15   | 15   | 19   | 16   | 17   | 8    | 453    |

## Zdobyte medale
| Medale według dni | Medale według dni | Medale według dni | Medale według dni | Medale według dni | Medale według dni | Medale według dni |
| ----------------- | ----------------- | ----------------- | ----------------- | ----------------- | ----------------- | ----------------- |
| Dzień             | Data              |                   |                   |                   |                   |                   |
| Dzień 0           | 19.07             | –                 | –                 | –                 | –                 |                   |
| Dzień 1           | 20.07             | 0                 | 0                 | 0                 | 0                 |                   |
| Dzień 2           | 21.07             | 0                 | 0                 | 1                 | 1                 |                   |
| Dzień 3           | 22.07             | 0                 | 0                 | 1                 | 1                 |                   |
| Dzień 4           | 23.07             | 0                 | 1                 | 0                 | 1                 |                   |
| Dzień 5           | 24.07             | 0                 | 3                 | 1                 | 4                 |                   |
| Dzień 6           | 25.07             | 0                 | 0                 | 0                 | 0                 |                   |
| Dzień 7           | 26.07             | 0                 | 2                 | 2                 | 4                 |                   |
| Dzień 8           | 27.07             | 0                 | 0                 | 1                 | 1                 |                   |
| Dzień 9           | 28.07             | 0                 | 1                 | 1                 | 2                 |                   |
| Dzień 10          | 29.07             | 0                 | 1                 | 1                 | 2                 |                   |
| Dzień 11          | 30.07             | 1                 | 2                 | 1                 | 4                 |                   |
| Dzień 12          | 31.07             | 1                 | 1                 | 6                 | 8                 |                   |
| Dzień 13          | 01.08             | 0                 | 2                 | 0                 | 2                 |                   |
| Dzień 14          | 02.08             | 0                 | 1                 | 0                 | 1                 |                   |
| Dzień 15          | 03.08             | 1                 | 0                 | 0                 | 1                 |                   |

| Medal  | Zawodnik | Dyscyplina           | Konkurencja                      | Rezultat        | Data       |
| ------ | --- | -------------------- | -------------------------------- | --------------- | ---------- |
| Złoto  | Władysław Kozakiewicz | Lekkoatletyka        | skok o tyczce                    | 5,78            | 30 lipca   |
| Złoto  | Bronisław Malinowski | Lekkoatletyka        | bieg na 3000 m z przeszkodami    | 8:09,70         | 31 lipca   |
| Złoto  | Jan Kowalczyk na koniu Artemor                                                                                              | Jeździectwo          | skoki przez przeszkody           | 8.00            | 3 sierpnia |
| Srebro | Roman Bierła | Zapasy               | styl klasyczny, waga ciężka      | 4               | 24 lipca   |
| Srebro | Józef Lipień | Zapasy               | styl klasyczny, waga kogucia     | 7               | 26 lipca   |
| Srebro | Andrzej Supron | Zapasy               | styl klasyczny, waga lekka       | 3               | 26 lipca   |
| Srebro | Jan Dołgowicz | Zapasy               | styl klasyczny, waga średnia     | 3               | 26 lipca   |
| Srebro | Małgorzata Dłużewska Czesława Kościańska                                                                                    | Wioślarstwo          | dwójka bez sternika              | 3.30,95         | 26 lipca   |
| Srebro | Urszula Kielan | Lekkoatletyka        | skok wzwyż                       | 1,94            | 26 lipca   |
| Srebro | Czesław Lang | Kolarstwo            | wyścig ze startu wspólnego       | 4:51:26.9       | 28 lipca   |
| Srebro | Janusz Bobik na koniu Szampan Wiesław Hartman na koniu Norton Jan Kowalczyk na koniu Artemor Marian Kozicki na koniu Bremen | Jeździectwo          | skoki przez przeszkody drużynowo | 56.00           | 29 lipca   |
| Srebro | Tadeusz Ślusarski | Lekkoatletyka        | skok o tyczce                    | 5,65            | 30 lipca   |
| Srebro | Władysław Stecyk | Zapasy               | styl wolny, waga musza           | 5               | 30 lipca   |
| Srebro | Ludomir Chronowski Piotr Jabłkowski Andrzej Lis Mariusz Strzałka Leszek Swornowski                                          | Szermierka           | szpada drużynowo                 | 4:8             | 31 lipca   |
| Srebro | Jacek Wszoła | Lekkoatletyka        | skok wzwyż                       | 2,31            | 1 sierpnia |
| Srebro | Leszek Dunecki Zenon Licznerski Marian Woronin Krzysztof Zwoliński                                                          | Lekkoatletyka        | sztafeta 4x100 m                 | 38,33           | 1 sierpnia |
| Srebro | Paweł Skrzecz | Boks                 | waga półciężka                   | 1:4             | 2 sierpnia |
| Brąz   | Tadeusz Dembończyk | Podnoszenie ciężarów | waga kogucia                     | 265,0           | 21 lipca   |
| Brąz   | Marek Seweryn | Podnoszenie ciężarów | waga piórkowa                    | 282,5           | 22 lipca   |
| Brąz   | Barbara Wysoczańska | Szermierka           | floret                           | 3-2 (19:18)     | 24 lipca   |
| Brąz   | Lech Koziejowski Adam Robak Marian Sypniewski Bogusław Zych                                                                 | Szermierka           | floret drużynowo                 | 9:5             | 26 lipca   |
| Brąz   | Agnieszka Czopek | Pływanie             | 400 m stylem zmiennym            | 4:48,17         | 26 lipca   |
| Brąz   | Grzegorz Nowak Grzegorz Stellak Ryszard Stadniuk Adam Tomasiak Ryszard Kubiak (sternik)                                     | Wioślarstwo          | czwórka ze sternikiem            | 6.22,52         | 27 lipca   |
| Brąz   | Lucyna Langer | Lekkoatletyka        | bieg na 100 m przez płotki       | 12,65           | 28 lipca   |
| Brąz   | Aleksander Cichoń | Zapasy               | styl wolny, waga półciężka       | 6,5             | 29 lipca   |
| Brąz   | Tadeusz Rutkowski | Podnoszenie ciężarów | waga superciężka                 | 407,5           | 30 lipca   |
| Brąz   | Kazimierz Adach | Boks                 | waga lekka                       | 0:5             | 31 lipca   |
| Brąz   | Kazimierz Szczerba | Boks                 | waga półśrednia                  | 2:3             | 31 lipca   |
| Brąz   | Jerzy Rybicki | Boks                 | waga lekkopółśrednia             | przerwana walka | 31 lipca   |
| Brąz   | Krzysztof Kosedowski | Boks                 | waga piórkowa                    | walkower        | 31 lipca   |
| Brąz   | Janusz Pawłowski | Judo                 | waga półlekka                    | 4:26            | 31 lipca   |
| Brąz   | Adam Sandurski | Zapasy               | styl wolny, waga superciężka     | 6               | 31 lipca   |

## Występy Polaków

### Boks
- Henryk Pielesiak – waga papierowa, przegrał 1. walkę (1. eliminacja)
- Henryk Średnicki – waga musza, odpadł w ćwierćfinale
- Ryszard Czerwiński – waga kogucia, przegrał 2. walkę (3. eliminacja)
- Krzysztof Kosedowski – waga piórkowa, 3.-4.miejsce (brązowy medal)
- Kazimierz Adach – waga lekka, 3.-4.miejsce (brązowy medal)
- Bogdan Gajda – waga lekkopółśrednia, przegrał 1. walkę (1. eliminacja)
- Kazimierz Szczerba – waga półśrednia, 3.-4.miejsce (brązowy medal)
- Zygmunt Gosiewski – waga lekkośrednia, przegrał 1. walkę (1. eliminacja)
- Jerzy Rybicki – waga średnia, 3.-4.miejsce (brązowy medal)
- Paweł Skrzecz – waga półciężka, 2. miejsce (srebrny medal)
- Grzegorz Skrzecz – waga ciężka, odpadł w ćwierćfinale

### Gimnastyka sportowa
- Anita Jokiel – wielobój, 18. miejsce; ćwiczenia wolne, 31. miejsce; poręcze, 38.-39. miejsce; skok przez konia, 37.-39. miejsce; równoważnia, 38.-40. miejsce
- Małgorzata Majza – wielobój, 20. miejsce; ćwiczenia wolne, 30. miejsce; poręcze, 35. miejsce; skok przez konia, 41.-42. miejsce; równoważnia, 38.-40. miejsce
- Łucja Matraszek – wielobój, 36. miejsce; ćwiczenia wolne, 32. miejsce; poręcze, 27.-30. miejsce; skok przez konia, 31.-33. miejsce; równoważnia, 26.-27. miejsce
- Wiesława Żelaskowska – wielobój, 41. miejsce; ćwiczenia wolne, 33.-34. miejsce; poręcze, 48. miejsce; skok przez konia, 43.-44. miejsce; równoważnia, 32.-33. miejsce
- Agata Jaroszek – wielobój, 42. miejsce; ćwiczenia wolne, 43. miejsce; poręcze, 40. miejsce; skok przez konia, 35.-37. miejsce; równoważnia, 53.-54. miejsce
- Katarzyna Snopko – wielobój, 44. miejsce; ćwiczenia wolne, 37.-38. miejsce; poręcze, 42.-44. miejsce; skok przez konia, 41.-42. miejsce; równoważnia, 55. miejsce
- Drużyna (Jokiel, Majza, Matraszek, Żelaskowska, Jaroszek, Snopko) – wielobój, 7. miejsce
- Andrzej Szajna – wielobój, 17. miejsce; ćwiczenia wolne, 21.-22. miejsce; koń z łękami, 29.-31. miejsce; kółka, 27.-28. miejsce; poręcze, 58. miejsce; skok przez konia, 35.-37. miejsce; drążek, 26.-29. miejsce
- Waldemar Woźniak – wielobój, 29. miejsce; ćwiczenia wolne, 55.-57. miejsce; koń z łękami, 47.-48. miejsce; kółka, 47.-49. miejsce; poręcze, 47.-49 miejsce; skok przez konia, 30.-34. miejsce; drążek, 39. miejsce
- Krzysztof Potaczek – wielobój, 63. miejsce; ćwiczenia wolne, 63. miejsce; koń z łękami, 37.-40. miejsce; kółka, 65. miejsce; poręcze, 52. miejsce; skok przez konia, 54.-55. miejsce; drążek, 59.-60. miejsce

### Hokej na trawie
- Małgorzata Gajewska, Bogumiła Pajor, Jolanta Sekulak, Jolanta Błędowska, Lucyna Matuszna, Danuta Stanisławska, Wiesława Ryłko, Maria Kornek, Lidia Zgajewska, Małgorzata Lipska, Jadwiga Kołdras, Dorota Bielska, Halina Kołdras, Michalina Plekaniec, Lucyna Siejka, Dorota Załęczna – 6. miejsce
- Zygfryd Józefiak, Krzysztof Głodowski, Andrzej Mikina, Krystian Bąk, Włodzimierz Stanisławski, Leszek Hensler, Jan Sitek, Jerzy Wybieralski, Leszek Tórz, Zbigniew Rachwalski, Henryk Horwat, Leszek Andrzejczak, Andrzej Myśliwiec, Adam Dolatowski, Jan Mielniczak, Mariusz Kubiak – 4. miejsce

### Jeździectwo
- Jan Kowalczyk – konkurs skoków, 1. miejsce (złoty medal)
- Wiesław Hartman – konkurs skoków, 6. miejsce
- Marian Kozicki – konkurs skoków, 8. miejsce
- Drużyna (Janusz Bobik, Wiesław Hartman, Jan Kowalczyk, Marian Kozicki) – 2. miejsce (srebrny medal)
- Mirosław Szłapka – WKKW, 6. miejsce
- Jacek Wierzchowiecki – WKKW, 13. miejsce
- Jacek Daniluk – WKKW, nie ukończył
- Stanisław Jasiński – WKKW, nie ukończył
- Drużyna (Szłapka, Wierzchowiecki, Daniluk, Jasiński) – WKKW, nie ukończyła
- Józef Zagor – ujeżdżenie, 10. miejsce
- Elżbieta Morciniec – ujeżdżenie, 13. miejsce
- Wanda Wąsowska – ujeżdżenie, 14. miejsce
- Drużyna (Zagor, Morciniec, Wąsowska) – ujeżdżenie, 4. miejsce

### Judo
- Marian Donat – waga musza, przegrał 1. walkę (1. eliminacja)
- Janusz Pawłowski – waga piórkowa, 3.-4. miejsce (brązowy medal)
- Edward Alkśnin – waga lekka, 5.-6. miejsce
- Jarosław Brawata – waga półśrednia, przegrał 1. walkę (1. eliminacja)
- Krzysztof Kurczyna – waga średnia, przegrał 2. walkę (2. eliminacja)
- Dariusz Nowakowski – waga półciężka, przegrał 2. walkę (repasaże)
- Wojciech Reszko – waga ciężka, przegrał 2. walkę (repasaże); kategoria open, przegrał 1. walkę (eliminacje)

### Kajakarstwo
- Ewa Kamińska-Eichler – K-1 500 m, 5. miejsce
- Ewa Kamińska-Eichler, Ewa Wojtaszek – K-2, 7. miejsce
- Grzegorz Śledziewski – K-1 500 m, odpadł w półfinale
- Waldemar Merk – K-1 1000 m, odpadł w półfinale
- Waldemar Merk, Zdzisław Szubski, K-2 500 m, 7. miejsce
- Krzysztof Lepianka, Andrzej Klimaszewski – K-2 1000 m, odpadli w repasażach
- Ryszard Oborski, Grzegorz Kołtan, Daniel Wełna, Grzegorz Śledziewski – K-4 1000 m, 4. miejsce
- Marek Łbik – C-1 500 m, 5. miejsce; C-1 1000 m, odpadł w półfinale
- Marek Wisła, Jerzy Dunajski – C-2 500 m, 4. miejsce
- Marek Dopierała, Jan Pinczura – C-2 1000 m, 6. miejsce

### Kolarstwo
- Benedykt Kocot – tor, sprint, odpadł w eliminacjach
- Andrzej Michalak – tor, 1000 m ze startu zatrzymanego, 11. miejsce
- Zbigniew Woźnicki – tor, 4000 m na dochodzenie, odpadł w eliminacjach
- Marek Kulesza, Andrzej Michalak, Janusz Sałach, Zbigniew Woźnicki – tor, 4000 m na dochodzenie – 9.-13. miejsce
- Czesław Lang – szosa, 2. miejsce (srebrny medal)
- Tadeusz Wojtas – szosa, 5. miejsce
- Krzysztof Sujka – szosa, 22. miejsce
- Jan Jankiewicz – szosa, nie ukończył
- Stefan Ciekański, Jan Jankiewicz, Czesław Lang, Witold Plutecki – szosa drużynowo na czas, 4. miejsce

### Koszykówka
- Dariusz Zelig, Eugeniusz Kijewski, Mieczysław Młynarski, Zdzisław Myrda, Leszek Doliński, Ireneusz Mulak, Justyn Węglorz, Jerzy Binkowski, Ryszard Prostak, Krzysztof Fikiel, Wojciech Rosiński, Marcin Michalski – 7. miejsce

### Lekka atletyka
- Elżbieta Stachurska – 100 m, odpadła w eliminacjach; 200 m, odpadła w ćwierćfinale
- Małgorzata Dunecka – 400 m, odpadła w półfinale
- Grażyna Oliszewska – 400 m, odpadła w półfinale
- Irena Szewińska – 400 m, odpadła w półfinale
- Jolanta Januchta – 800 m, 6. miejsce
- Anna Bukis – 800 m, odpadła w półfinale; 1500 m, odpadła w eliminacjach
- Elżbieta Katolik – 800 m, odpadła w półfinale
- Lucyna Langer – 100 m przez płotki, 3. miejsce (brązowy medal)
- Grażyna Rabsztyn – 100 m przez płotki, 5. miejsce
- Zofia Bielczyk – 100 m przez płotki, 8. miejsce
- Lucyna Langer, Elżbieta Stachurska, Zofia Bielczyk, Grażyna Rabsztyn – sztafeta 4 × 100 m, 7. miejsce
- Grażyna Oliszewska, Elżbieta Katolik, Jolanta Januchta, Małgorzata Dunecka – sztafeta 4 × 400 m, 6. miejsce
- Urszula Kielan – skok wzwyż, 2. miejsce (srebrny medal)
- Danuta Bułkowska – skok wzwyż, odpadła w eliminacjach
- Elżbieta Krawczuk – skok wzwyż, odpadła w eliminacjach
- Anna Włodarczyk – skok w dal, 4. miejsce
- Barbara Wojnar-Baran – skok w dal, 11. miejsce
- Bernadetta Blechacz – rzut oszczepem, 9. miejsce
- Małgorzata Guzowska – pięciobój, 12. miejsce
- Marian Woronin – 100 m, 7. miejsce; 200 m, 7. miejsce
- Leszek Dunecki – 100 m, odpadł w ćwierćfinale; 200 m, 6. miejsce
- Krzysztof Zwoliński – 100 m, odpadł w ćwierćfinale
- Zenon Licznerski – 200 m, odpadł w ćwierćfinale
- Andrzej Stępień – 400 m, odpadł w ćwierćfinale
- Jerzy Pietrzyk – 400 m, odpadł w eliminacjach
- Mirosław Żerkowski – 1500 m, odpadł w półfinale
- Zbigniew Pierzynka – maraton, 26. miejsce
- Ryszard Marczak – maraton, nie ukończył
- Andrzej Sajkowski – maraton, nie ukończył
- Jan Pusty – 110 m przez płotki, 5. miejsce
- Ryszard Szparak – 400 m przez płotki, odpadł w półfinale
- Bronisław Malinowski – 3000 m z przeszkodami, 1. miejsce (złoty medal)
- Bogusław Mamiński – 3000 m z przeszkodami, 7. miejsce
- Krzysztof Wesołowski – 3000 m z przeszkodami, odpadł w półfinale
- Krzysztof Zwoliński, Zenon Licznerski, Leszek Dunecki, Marian Woronin – sztafeta 4 × 100 m, 2. miejsce (srebrny medal)
- Jan Pawłowicz, Jerzy Pietrzyk, Adam Starostka, Andrzej Stępień – sztafeta 4 × 400 m, odpadła w eliminacjach
- Jacek Wszoła – skok wzwyż, 2. miejsce (srebrny medal)
- Janusz Trzepizur – skok wzwyż, 12. miejsce
- Władysław Kozakiewicz – skok o tyczce, 1. miejsce (złoty medal)
- Tadeusz Ślusarski – skok o tyczce, 2.-3. miejsce (srebrny medal)
- Mariusz Klimczyk – skok o tyczce, 6. miejsce
- Stanisław Jaskułka – skok w dal, 5. miejsce
- Andrzej Klimaszewski – skok w dal, odpadł w eliminacjach
- Zdzisław Hoffmann – trójskok, odpadł w eliminacjach
- Ireneusz Golda – rzut młotem, 8. miejsce
- Dariusz Adamus – rzut oszczepem, odpadł w eliminacjach
- Bohdan Bułakowski – chód na 20 km, 7. miejsce; chód na 50 km, nie ukończył
- Stanisław Rola – chód na 50 km, 7. miejsce
- Dariusz Ludwig – dziesięciobój, 6. miejsce
- Janusz Szczerkowski – dziesięciobój, 10. miejsce

### Łucznictwo
- Maria Szeliga – 7. miejsce
- Jadwiga Wilejto – 11. miejsce
- Krzysztof Włosik – 10. miejsce

trenerzy:
Narutowicz Wiktor

### Pięciobój nowoczesny
- Janusz Pyciak-Peciak – 6. miejsce
- Jan Olesiński – 11. miejsce
- Marek Bajan – 18. miejsce
- Drużyna (Pyciak-Peciak, Olesiński, Bajan) – 4. miejsce

### Piłka ręczna
- Andrzej Kącki, Henryk Rozmiarek, Mieczysław Wojczak, Jerzy Klempel, Alfred Kałuziński, Marek Panas, Piotr Czaczka, Grzegorz Kosma, Daniel Waszkiewicz, Zbigniew Tłuczyński, Jerzy Garpiel, Ryszard Jedliński, Zbigniew Gawlik, Janusz Brzozowski – 7. miejsce.

### Pływanie
- Agnieszka Czopek – 200 m stylem grzbietowym, odpadła w eliminacjach; 400 m stylem zmiennym, 3. miejsce (brązowy medal)
- Magdalena Białas – 200 m stylem grzbietowym, odpadła w eliminacjach; 400 m stylem zmiennym, 8. miejsce
- Dorota Brzozowska – 100 m stylem motylkowym, odpadła w eliminacjach; 200 m stylem motylkowym, 5. miejsce
- Małgorzata Różycka – 200 m stylem motylkowym, odpadła w eliminacjach
- Zbigniew Januszkiewicz – 200 m stylem grzbietowym, odpadł w eliminacjach
- Bogusław Zychowicz – 100 m stylem motylkowym, odpadł w półfinale; 200 m stylem motylkowym, odpadł w eliminacjach
- Leszek Górski – 400 m stylem zmiennym, 7. miejsce
- Dariusz Wolny – 400 m stylem zmiennym, odpadł w eliminacjach (10. czas)

### Podnoszenie ciężarów
- Stefan Leletko – waga musza, 5. miejsce
- Tadeusz Dembończyk – waga kogucia, 3. miejsce (brązowy medal)
- Marek Seweryn – waga piórkowa, 3. miejsce (brązowy medal)
- Antoni Pawlak – waga piórkowa, 4. miejsce
- Zbigniew Kaczmarek – waga lekka, 6. miejsce
- Jan Lisowski – waga półciężka, 4. miejsce
- Paweł Rabczewski – waga półciężka, 6. miejsce
- Witold Walo – waga lekkociężka, 5. miejsce
- Tadeusz Rutkowski – waga superciężka, 3. miejsce (brązowy medal)
- Robert Skolimowski – waga superciężka, 7. miejsce

### Siatkówka
- Tomasz Wójtowicz, Wiesław Gawłowski, Wojciech Drzyzga, Maciej Jarosz, Wiesław Czaja, Lech Łasko, Włodzimierz Nalazek, Leszek Molenda, Robert Malinowski, Ryszard Bosek, Bogusław Kanicki, Władysław Kustra (według niektórych źródeł był w kadrze, według innych go nie było [i kadra liczyła 11 siatkarzy]) – 4. miejsce

### Skoki do wody
- Ewa Kucińska – wieża, odpadła w eliminacjach (13. miejsce)
- Roman Godziński – trampolina, odpadł w eliminacjach (19. miejsce)

### Strzelectwo
- Sławomir Romanowski – pistolet dowolny 50 m, 10. miejsce
- Erwin Matelski – pistolet dowolny 50 m, 13.-15. miejsce
- Andrzej Macur – pistolet szybkostrzelny 25 m, 14.-15. miejsce
- Józef Zapędzki – pistolet szybkostrzelny 25 m, 14.-15. miejsce
- Eugeniusz Pędzisz – karabinek sportowy 3 pozycje 50 m, 8. miejsce
- Romuald Siemionow – karabinek sportowy 3 pozycje 50 m, 11.-14. miejsce
- Krzysztof Stefaniak – karabinek sportowy leżąc 50 m, 4. miejsce
- Piotr Kosmatko – karabinek sportowy leżąc 50 m, 10. miejsce
- Jerzy Greszkiewicz – karabinek sportowy, strzelanie do ruchomej tarczy, 12.-13. miejsce
- Eugeniusz Janczak – karabinek sportowy, strzelanie do ruchomej tarczy, 17. miejsce
- Wiesław Gawlikowski – rzutki skeet, 19. miejsce
- Hubert Pawłowski – rzutki skeet, 28.-31. miejsce

### Szermierka
- Barbara Wysoczańska – floret, 3. miejsce (brązowy medal)
- Delfina Skąpska – floret, 7.-8. miejsce
- Jolanta Królikowska – floret, odpadła w eliminacjach (30. miejsce)
- Agnieszka Dubrawska, Jolanta Królikowska, Delfina Skąpska, Kamilla Składanowska, Barbara Wysoczańska – floret, 4. miejsce
- Lech Koziejowski – floret, 5. miejsce
- Adam Robak – floret, 9.-12. miejsce
- Bogusław Zych – floret, 13.-16. miejsce
- Lech Koziejowski, Adam Robak, Marian Sypniewski, Bogusław Zych – floret, 3. miejsce (brązowy medal)
- Andrzej Lis – szpada, 13.-16. miejsce
- Piotr Jabłkowski – szpada, odpadł w eliminacjach (22. miejsce)
- Leszek Swornowski – szpada, odpadł w eliminacjach (25. miejsce)
- Ludomir Chronowski, Piotr Jabłkowski, Andrzej Lis, Mariusz Strzałka, Leszek Swornowski – szpada, 2. miejsce (srebrny medal)
- Andrzej Kostrzewa – szabla, 9.-12. miejsce
- Jacek Bierkowski – szabla, 13.-16. miejsce
- Leszek Jabłonowski – szabla, odpadł w eliminacjach (17. miejsce)
- Jacek Bierkowski, Leszek Jabłonowski, Andrzej Kostrzewa, Tadeusz Piguła, Marian Sypniewski – szabla, 4. miejsce

### Wioślarstwo
- Stanisław Wierzbicki, Ryszard Burak, Zbigniew Andruszkiewicz, Andrzej Skowroński – czwórka podwójna, 7. miejsce
- Beata Dziadura – jedynki, 6. miejsce
- Małgorzata Dłużewska, Czesława Kościańska – dwójki bez sternika, 2. miejsce (srebrny medal)
- Hanna Jarkiewicz, Janina Klucznik – dwójki podwójne, 5. miejsce
- Bogusława Tomasiak, Mariola Abrahamczyk, Maria Kobylińska, Aleksandra Kaczyńska, Maria Dzieża (sterniczka) – czwórki podwójne, 5. miejsce
- Urszula Niebrzydowska-Janikowska, Ewa Lewandowska-Pomes, Wanda Piątkowska-Kiestrzyn, Beata Kamuda-Dudzińska, Jolanta Modlińska, Teresa Soroka-Frąckowska, Krystyna Ambros-Żurek, Wiesława Kiełsznia-Buksińska, Grażyna Różańska-Pawłowska (sterniczka) – ósemki, odpadły w eliminacjach
- Wiesław Kujda, Piotr Tobolski – dwójki podwójne, 6. miejsce
- Mirosław Jarzembowski, Mariusz Trzciński, Henryk Trzciński, Marek Niedziałkowski – czwórki bez sternika, 8. miejsce
- Grzegorz Stellak, Adam Tomasiak, Grzegorz Nowak, Ryszard Stadniuk, Ryszard Kubiak (sternik) – czwórki ze sternikiem, 3. miejsce (brązowy medal)
- Paweł Borkowski, Wiesław Kujda, Grzegorz Stellak, Adam Tomasiak, Grzegorz Nowak, Ryszard Stadniuk, Mirosław Kowalewski, Władysław Beszterda, Ryszard Kubiak (sternik) – ósemki, odpadli w eliminacjach

### Zapasy
- Roman Kierpacz – styl klasyczny, waga papierowa, 8. miejsce
- Stanisław Wróblewski – styl klasyczny, waga musza, 6. miejsce
- Józef Lipień – styl klasyczny, waga kogucia, 2. miejsce (srebrny medal)
- Kazimierz Lipień – styl klasyczny, waga piórkowa, 6. miejsce
- Andrzej Supron – styl klasyczny, waga lekka, 2. miejsce (srebrny medal)
- Wiesław Dziadura – styl klasyczny, waga półśrednia, 9. miejsce
- Jan Dołgowicz – styl klasyczny, waga średnia, 2. miejsce (srebrny medal)
- Czesław Kwieciński – styl klasyczny, waga półciężka, 11. miejsce
- Roman Bierła – styl klasyczny, waga ciężka, 2. miejsce (srebrny medal)
- Marek Galiński – styl klasyczny, waga superciężka, 8. miejsce
- Jan Falandys – styl wolny, waga papierowa, 4. miejsce
- Władysław Stecyk – styl wolny, waga musza, 2. miejsce (srebrny medal)
- Wiesław Kończak – styl wolny, waga kogucia, 6. miejsce
- Jan Szymański – styl wolny, waga piórkowa, 9. miejsce
- Stanisław Chiliński – styl wolny, waga lekka, 12. miejsce
- Ryszard Ścigalski – styl wolny, waga półśrednia, 5. miejsce
- Henryk Mazur – styl wolny, waga średnia, 4. miejsce
- Aleksander Cichoń – styl wolny, waga półciężka, 3. miejsce (brązowy medal)
- Tomasz Busse – styl wolny, waga ciężka, 5. miejsce
- Adam Sandurski – styl wolny, waga superciężka, 3. miejsce (brązowy medal)

### Żeglarstwo
- Ryszard Skarbiński – Finn, 7. miejsce
- Andrzej Iwiński, Ludwik Raczyński – Latający Holender, 11. miejsce
- Leon Wróbel, Tomasz Stocki – 470, 5. miejsce
- Bogdan Kramer, Jarogniew Krüger – Tornado, 9. miejsce
- Tomasz Holc, Zbigniew Malicki – Star, 12. miejsce
- Jan Bartosik, Jerzy Wujecki, Zdzisław Kotla – Soling, 9. miejsce